# Armonia vocalica
L'armonia vocalica o armonia velare è un fenomeno fonologico per cui alcune vocali variabili di una parola o di una frase cambiano a seconda del tipo di vocali fisse presenti nel resto della parola o della frase, per un processo di assimilazione.
L'armonia vocalica è simile al fenomeno della metafonesi, ma se ne distingue perché in quest'ultima sono le vocali postoniche a influenzare le vocali toniche, nell'armonia vocalica invece sono le vocali toniche a influenzare le vocali postoniche.
L'armonia vocalica presuppone la suddivisione delle vocali in due o più gruppi, secondo criteri fonologici precisi. All'interno di una sequenza fonologica sono accettate solo vocali dello stesso gruppo. Vi sono perciò vocali che risultano essere "incompatibili". È un fenomeno tipico delle lingue agglutinanti: è presente nel turco, nelle lingue ugro-finniche (ungherese, finlandese, estone) e nello swahili. In area romanza si registrano varietà con fenomeni di armonia vocalica in alcuni dialetti italo-romanzi della Svizzera italiana e in numerosi dialetti catalani meridionali.

## Esempi nella lingua turca
Per esempio, nella lingua turca le vocali sono divise sia in palatali e velari, sia in arrotondate e non arrotondate, come mostra lo schema:
- vocali palatali (anteriori):
  - vocali non arrotondate: i [i], e [ɛ]
  - vocali arrotondate: ü [y], ö [ø]
- vocali velari (posteriori):
  - vocali non arrotondate: a [ʌ], ı [ɯ]
  - vocali arrotondate: o [o], u [u]

Nella formazione del plurale, vengono presi in considerazione soltanto i due gruppi principali (palatali/velari) e si hanno perciò due suffissi allomorfi: -ler per le vocali anteriori e -lar per le posteriori:
- ev (casa) → evler
- ilaç (medicina) → ilaçlar
- ayak (piede) → ayaklar

Nella coniugazione dei verbi, invece, si tiene conto anche dei sottogruppi: 
- gelmek (venire) → geldim (sono venuto)
- görmek (vedere) → gördüm (ho visto)